# Зорица Јовановић
Зорица Јовановић (Београд, 20. мај 1941) југословенска и српска је филмска и позоришна глумица.

## Позоришна каријера
Зорица Јовановић првенствено је позоришна глумица. Радни век провела је као члан ансамбла Дечјег позоришта Бошко Буха, у ком је глумила од раних 60-их и одиграла више од 4.000 представа. Чим је постала члан ансамбла добила је главну улогу.
Широј јавности најпознатија по извођењу монодраме Белешке једне Ане, написане према текстовима чувеног српског писца Моме Капора. Монодрама је премијерно изведена 1971. године у тадашњем Театру поезије, где се данас налази сцена Академија 28. Са овом представом Зорица Јовановић гостовала је широм тадашње Југославије и одиграла ју је више од 1.000 пута.

## Филмографија
|                   | 1960 | 1970 | 1980 | 1990 | 2000 | 2010 | Укупно |
| ----------------- | ---- | ---- | ---- | ---- | ---- | ---- | ------ |
| Дугометражни филм | 0    | 1    | 0    | 0    | 1    | 1    | 3      |
| ТВ филм           | 2    | 0    | 0    | 0    | 0    | 0    | 2      |
| ТВ серија         | 1    | 2    | 1    | 0    | 0    | 0    | 4      |
| ТВ мини серија    | 0    | 0    | 0    | 0    | 1    | 0    | 1      |
| Укупно            | 3    | 3    | 1    | 0    | 2    | 1    | 10     |

| Год.     | Назив                             | Улога \|- style="background: Lavender; text-align:center; " | 1960.-те | 1960.-те | 1960.-те | 1960.-те |
| 1964.    | Код судије за прекршаје ТВ серија | /                                                           |          |          |          |          |
| 1967.    | Врло стара прича ТВ филм          | /                                                           |          |          |          |          |
| 1968.    | Илустровани живот ТВ филм         | /                                                           |          |          |          |          |
| 1970.-те |                                   |                                                             |          |          |          |          |
| 1973.    | Камионџије ТВ серија              | Певачица                                                    |          |          |          |          |
| 1973.    | Паја и Јаре                       | /                                                           |          |          |          |          |
| 1975.    | Ђавоље мердевине ТВ серија        | /                                                           |          |          |          |          |
| 1980.-те |                                   |                                                             |          |          |          |          |
| 1980.    | Полетарац ТВ серија               | Зорица                                                      |          |          |          |          |
| 2000.-те |                                   |                                                             |          |          |          |          |
| 2004.    | Живот је чудо                     | Сестра 2                                                    |          |          |          |          |
| 2006.    | Живот је чудо ТВ мини серија      | Болничарка                                                  |          |          |          |          |
| 2010.-те |                                   |                                                             |          |          |          |          |
| 2011.    | Бели лавови                       | Савка                                                       |          |          |          |          |

## Награде
- Годишња награда Гита Предић Нушић Позоришта „Бошко Буха” за улогу Пинокија у истоименој представи (1980)
- Годишња награда Гита Предић Нушић Позоришта „Бошко Буха” за улогу Министра нежних осећања у представи Голи краљ (2004)[4]
- Статуета ћуран за најбоље глумачко остварење, улогу Министра нежних осећања, на фестивалу Дани комедије у Јагодини (2005)[5]